# Remigijus Šimašius
Remigijus Šimašius (Tauragė, 12 gennaio 1974) è un politico lituano, primo cittadino di Vilnius.

## Biografia

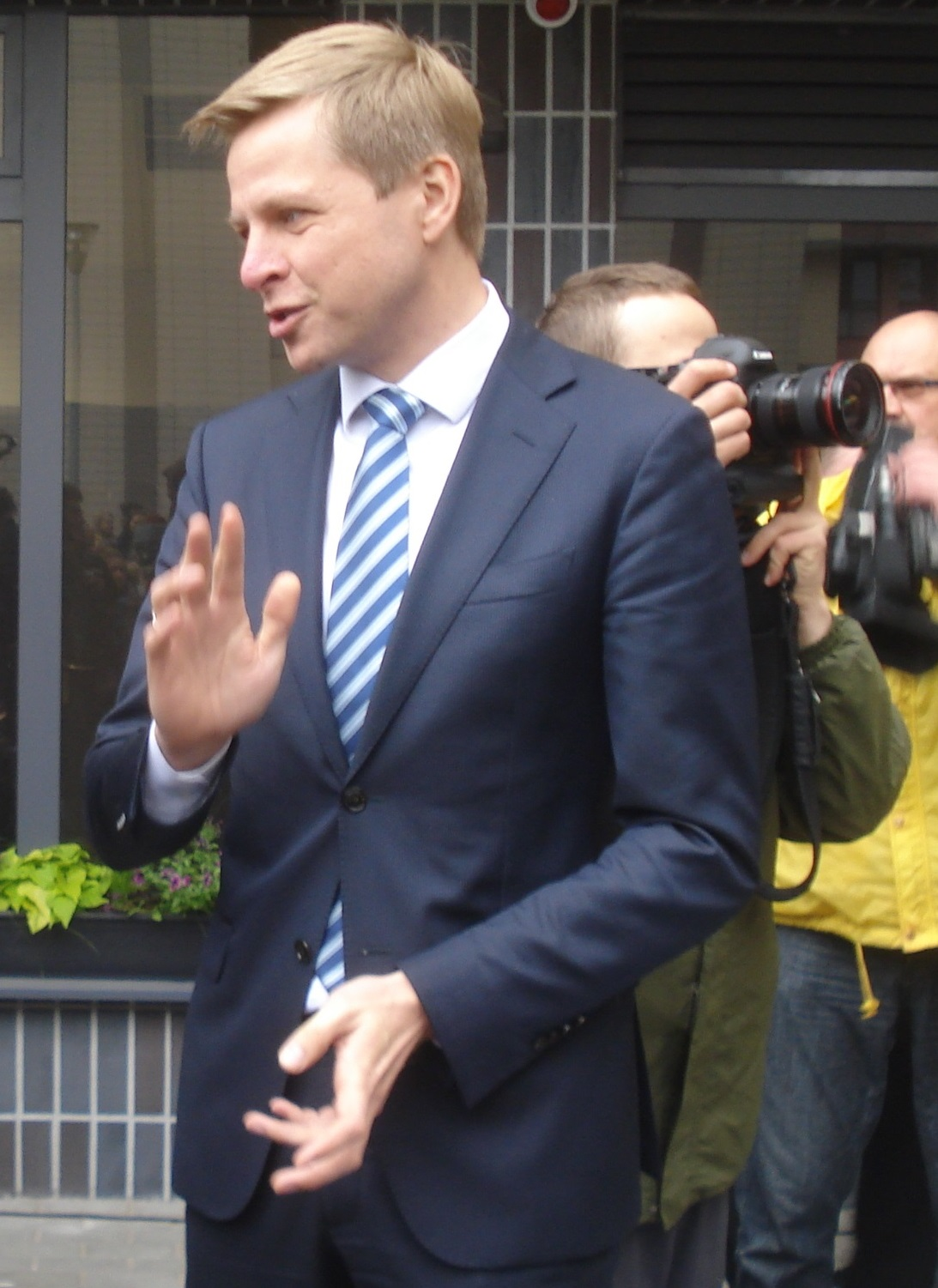

Nel 1997 Šimašius si laurea in Giurisprudenza presso l'Università di Vilnius. Nel 2002 ha conseguito un dottorato di ricerca, dopo aver discusso la sua tesi di dottorato sul pluralismo giuridico presso l'Università di diritto lituana (ora Università Mykolas Romeris).
Dal 2006 al 2008 è stato il presidente dell'Istituto Lituano del Libero Mercato. Dal 9 dicembre 2008 al 13 dicembre 2012 è stato il Ministro della Giustizia del quindicesimo Governo diretto da Andrius Kubilius.
Nel marzo 2015 Šimašius è stato eletto sindaco di Vilnius.